# Drosophila annulosa
Drosophila annulosa este o specie de muște din genul Drosophila, familia Drosophilidae, descrisă de Vilela și Bachli în anul 1990.
Este endemică în Costa Rica. Conform Catalogue of Life specia Drosophila annulosa nu are subspecii cunoscute.